# Africa Orientală Portugheză

Stema Africii Orientale Portugheze din 1951 până în 1975

Africa Orientală Portugheză a fost, în mare, denumirea generică, neoficială, a Mozambicului colonizat.
Colonizarea lusitană a Africii de sud-est a început în 1498 și a durat până în anul 1975.
Denumirea de Africa Orientală Portugheză a fost utilizată până în 1951.

## Imperiul colonial portughez

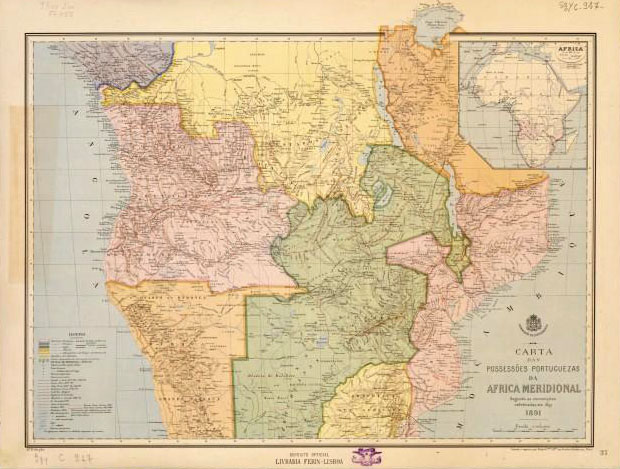
Harta coloniilor portugheze din Africa meridională, 1891

Portugalia a deținut un imperiu colonial între secolele XV-XX.
Teritoriile ocupate și administrate de Portugalia erau denumite oficial Ultramar Portugues (Teritoriile de peste mări ale Portugaliei). Termenul a fost înlocuit pentru scurt timp, între 1930 și 1951, cu numele Imperiul Colonial Portughez. Suma coloniilor reprezintă primul imperiu din istorie care s-a întins pe cinci continente. În prezent, acest teritoriu aparține unui număr de 49 de state independente.
În Africa, Portugalia a deținut colonii continentale, atât pe coasta de vest cât și pe cea de est, și în câteva insule.
În prezent, pe continent există cinci țări vorbitoare de limba portugheză:
Angola (11,5 milioane de locuitori), Guineea-Bissau (1,1 milioane), Mozambic (17,4 milioane), Insulele Capului Verde (390.000 locuitori) și insulele São Tomé și Príncipe (130.000).
Coloniile portugheze din estul Africii au reprezentat inițial o lungă fâșie de coastă, fortificată, pe teritoriul de astăzi al Tanzaniei, Kenyei și Mozambicului.

## Mozambicul portughez
Africa de sud-est a fost explorată de navigatorul portughez Vasco da Gama în 1498.
Prima colonie portugheză este întemeiată în 1505.
Mozambicul ramâne sub autoritate lusitană până în anul 1975 când își dobândește independența și devine Republica Populară Mozambic.
Inițial, călătoriile lui Vasco da Gama, Francisco de Almeida și Alfonso de Albuquerque au cartografiat mare parte din coasta sud estică a continentului. Portugalia a creat câteva porturi și avanposturi militare, în dorința de a controla rutele comerciale spre India.
În anii 1530, expediții de prospecțiune au penetrat regiuni interioare în căutarea aurului.
Așa au fost întemeiate așezările Sena și Tete, pe cursul fluviului Zambezi.
Lourenço Marques a explorat și cartografiat aria capitalei Maputo în 1544. Lourenço Marques s-a stabilit în colonie, unde și-a petrecut cea mai mare parte a vieții. Lourenço Marques a fost dealtfel și numele colonial al capitalei Maputo, până la independență.
Portugalia a construit forturi, orașe și exploatări, în cadrul proiectului general al unei Portugalii pluricontinentale și multirasiale, proiect care își propunea europenizarea populației locale și asimilarea acesteia de către cultura și civilizația lusitană.
Mozambic a fost administrat de două companii de exploatare a resurselor indigene, Companhia de Moçambique și Compania do Niassa. În 1951, acestea au fuzionat, iar teritoriul a fost administrat unitar, sub numele Moçambique, parte integrantă a Statului Portughez.
În prezent, portugheza este limba oficială, singura, a Republicii Mozambic. Este vorbită în fapt de peste 50 la sută din populația țării, ca primă limbă. Restul populației, vorbitoare nativă de limbi locale și dialecte tribale, Swahili, arabă și engleză, vorbește în mare măsură portugheza ca a doua limbă.
Toponimele sunt în mare măsură de origine portugheză.
Africa Orientală Portugheză a exploatat populația și a fost o sursă importantă de sclavi pentru alte teritorii și piețe. Sclavia a fost abolită de autoritățile coloniale abia în secolul XIX. Cu toate acestea, în Mozambic, discriminarea rasială a fost mai puțin severă decât în Africa de Sud și Rhodesia administrate de Coroana Britanică.